# Holborn
Holborn (wym. ˈhəʊbən) – dzielnica w środkowym Londynie, położona w południowo-wschodniej części gminy Camden oraz na pograniczu City of London i City of Westminster. Przybliżone granice dzielnicy stanowi ciąg ulic Kingsway i Southampton Row na zachodzie, Theobald’s Road na północy, Farringdon Road na wschodzie oraz Fleet Street bądź rzeka Tamiza na południu. Głównym szlakiem komunikacyjnym przebiegającym przez dzielnicę jest ulica High Holborn.
Holborn stanowi ważny ośrodek sądownictwa. Od czasów średniowiecza mieszczą się tutaj Inns of Court, dawniej szkoły prawnicze, poza edukacją zapewniające studentom zakwaterowanie i wyżywienie, a współcześnie zrzeszenia zawodowe prawników. Przynależność do jednego z nich (Inner Temple, Middle Temple, Lincoln’s Inn bądź Gray’s Inn) jest wymogiem dla wykonywania zawodu adwokata (barrister) w Wielkiej Brytanii. Znajduje się tutaj również Royal Courts of Justice, siedziba sądów wyższej instancji – High Court of Justice oraz Court of Appeal.
Na terenie dzielnicy znajdują się m.in. XII-wieczny kościół Temple Church (jeden z najstarszych w Londynie), muzeum Johna Soane’a (Sir John Soane’s Museum), muzeum anatomiczne Johna Huntera (Hunterian Museum) oraz Lincoln’s Inn Fields (największy plac w stolicy).
W okolicy znajdują się stacje metra Holborn, Chancery Lane, Temple i Blackfriars.
Najstarsza wzmianka o Holborn pochodzi z 969 roku. Nazwa dzielnicy pochodzi z języka staroangielskiego i oznacza dolinę wydrążoną przez strumień (rzeka Fleet, współcześnie zabudowana i płynąca pod powierzchnią ziemi, uchodzi tutaj do Tamizy).